# Chapter Seven
Chapter Seven, född 2008 är en amerikansk varmblodig travhäst som tävlade mellan 2010 och 2012. Han tränades av Linda Toscano och kördes oftast av Mike Lachance eller Tim Tetrick. Efter tävlingskarriären har han haft stora framgångar som avelshingst.

## Karriär
Chapter Seven tävlade mellan 2010 och 2012, och sprang in nästan 2 miljoner dollar på 28 starter, varav 20 segrar, 4 andraplatser och en tredjeplats. Han tog karriärens största segrar i Breeders Crown 3YO Colt & Gelding Trot (2011), Nat Ray Trot (2012) och Breeders Crown Open Trot (2012).
Chapter Seven gjorde tävlingsdebut som tvååring, och segrade i sju av åtta starter under debutsäsongen. Som treåring segrade han i fem av tio starter, bland annat i Breeders Crown 3YO Colt & Gelding Trot och Stanley Dancer Memorial. Han kvalade in till finalen av världens största treåringslopp, Hambletonian Stakes, då han kommit på andra plats i elimineringsloppet, och slutade fyra i finalen. Efter treåringssäsongen var Chapter Seven den femte vinstrikaste i sin kull.
Chapter Seven segrade i åtta av tio starter som fyraåring, bland annat i Breeders Crown Open Trot och Nat Ray Trot. Han kom även på andra plats i det kanadensiska storloppet Maple Leaf Trot. Han utsågs till American Harness Horse of the Year 2012. I början av november 2012 meddelades det att Chapter Seven slutar att tävla, och istället blir avelshingst. Han är bland annat far till Gimpanzee och Atlanta.

## Statistik
| Statistik för Chapter Seven (Ref.) | Statistik för Chapter Seven (Ref.) | Statistik för Chapter Seven (Ref.) | Statistik för Chapter Seven (Ref.) | Statistik för Chapter Seven (Ref.) | Statistik för Chapter Seven (Ref.) |
| ---------------------------------- | ---------------------------------- | ---------------------------------- | ---------------------------------- | ---------------------------------- | ---------------------------------- |
| Starter                            | Placeringar                        | Startprissumma                     | Segerprocent                       | Platsprocent                       | Rekord                             |
| 28                                 | 20-4-1                             | 1 954 966 USD                      | 71 %                               | 89 %                               | 1:50.1aak,                         |

### Löpningsrekord
| Datum          | Bana        | Lopp         | Tid    | Distans | Startmetod           | Kusk        |
| -------------- | ----------- | ------------ | ------ | ------- | -------------------- | ----------- |
| 4 augusti 2012 | Meadowlands | Nat Ray Trot | 1:50.1 | 1 609 m | amerikansk autostart | Tim Tetrick |

### Starter
| Nr | Datum             | Lopp                                          | Bana             | Kusk          | Odds | Tid     | Distans | Plac. | Vinstbelopp | Ref.         |
| -- | ----------------- | --------------------------------------------- | ---------------- | ------------- | ---- | ------- | ------- | ----- | ----------- | ------------ |
| -  | 22 juli 2010      | Kvallopp                                      | Meadowlands      | Mike Lachance | NB   | 2:03.1  | 1 609 m | 1     | 0 USD       | [ 4 ]        |
| -  | 31 juli 2010      | Kvallopp                                      | Meadowlands      | Mike Lachance | NB   | 2:00.3  | 1 609 m | 1     | 0 USD       | [ 4 ]        |
| 1  | 12 augusti 2010   | nw1PM 2yr                                     | chesterfield     | Mike Lachance | 15   | 2:03.0  | 1 609 m | 1     | 4 000 USD   | [ 4 ]        |
| 2  | 19 augusti 2010   | New Jersey Sire Stakes, elim.                 | Freehold Raceway | Jeff Gregory  | 18   | 1:59.1  | 1 609 m | 1     | 16 500 USD  | [ 4 ]        |
| 3  | 26 augusti 2010   | New Jersey Sire Stakes, elim.                 | Freehold Raceway | Jeff Gregory  | 13   | 1:59.4  | 1 609 m | 1     | 16 500 USD  | [ 4 ]        |
| 4  | 3 september 2010  | New Jersey Sire Stakes, final                 | Freehold Raceway | Jeff Gregory  | 12   | 1:57.2  | 1 609 m | 1     | 50 000 USD  | [ 4 ]        |
| 5  | 16 september 2010 | Harold Dancer                                 | Freehold Raceway | Jeff Gregory  | NB   | 1:59.0  | 1 609 m | 1     | 30 500 USD  | [ 4 ]        |
| 6  | 7 oktober 2010    | New Jersey Futurity                           | Freehold Raceway | Jeff Gregory  | 12   | 2:02.1g | 1 609 m | 3     | 6 000 USD   | [ 4 ]        |
| -  | 26 oktober 2010   | Kvallopp                                      | Meadowlands      | Mike Lachance | NB   | 1:55.0  | 1 609 m | 1     | 0 USD       | [ 4 ]        |
| 7  | 6 november 2010   | Matron Stakes, elim.                          | Dover Downs      | Mike Lachance | 12   | 1:55.0  | 1 609 m | 1     | 22 012 USD  | [ 4 ] [ 5 ]  |
| 8  | 13 november 2010  | Matron Stakes, final                          | Dover Downs      | Mike Lachance | 11   | 1:55.2  | 1 609 m | 1     | 66 037 USD  | [ 4 ] [ 6 ]  |
| -  | 30 juni 2011      | Kvallopp                                      | Meadowlands      | Mike Lachance | NB   | 1:55.3  | 1 609 m | 3     | 0 USD       | [ 4 ]        |
| -  | 7 juli 2011       | Kvallopp                                      | Meadowlands      | Mike Lachance | NB   | 1:54.1  | 1 609 m | 1     | 0 USD       | [ 4 ]        |
| 9  | 16 juli 2011      | Stanley Dancer Memorial                       | Meadowlands      | Mike Lachance | 19   | 1:53.1  | 1 609 m | 1     | 83 000 USD  | [ 4 ] [ 7 ]  |
| 10 | 30 juli 2011      | Hambletonian Stakes, elim                     | Meadowlands      | Mike Lachance | 14   | 1:53.1  | 1 609 m | 2     | 17 500 USD  | [ 4 ] [ 8 ]  |
| 11 | 6 augusti 2011    | Hambletonian Stakes, final                    | Meadowlands      | Mike Lachance | 32   | 1:54.0  | 1 609 m | 4     | 120 000 USD | [ 4 ] [ 9 ]  |
| -  | 2 september 2011  | Kvallopp                                      | Mohawk           | Tim Tetrick   | NB   | 1:57.3  | 1 609 m | 1     | 0 USD       | [ 4 ]        |
| 12 | 10 september 2011 | Canadian Trotting Classic, elim               | Mohawk           | Mike Lachance | 63   | 1:54.4  | 1 609 m | 5     | 2 000 USD   | [ 4 ] [ 10 ] |
| 13 | 17 september 2011 | Canadian Trotting Classic, final              | Mohawk           | Mike Lachance | 492  | 1:53.4  | 1 609 m | 5     | 50 000 USD  | [ 4 ] [ 11 ] |
| -  | 30 september 2011 | Kvallopp                                      | The Red Mile     | Tim Tetrick   | NB   | 1:54.0  | 1 609 m | 1     | 0 USD       | [ 4 ]        |
| 14 | 9 oktober 2011    | Transylvania Trot "Bluegrass"                 | The Red Mile     | Tim Tetrick   | 13   | 1:52.4  | 1 609 m | 1     | 56 500 USD  | [ 4 ] [ 12 ] |
| 15 | 22 oktober 2011   | Breeders Crown 3YO Colt & Gelding Trot, elim. | Woodbine         | Tim Tetrick   | 18   | 1:53.2  | 1 609 m | 1     | 12 703 USD  | [ 4 ] [ 13 ] |
| 16 | 29 oktober 2011   | Breeders Crown 3YO Colt & Gelding Trot, final | Woodbine         | Jeff Gregory  | 24   | 1:53.0  | 1 609 m | 1     | 306 189 USD | [ 4 ] [ 14 ] |
| 17 | 6 november 2011   | Matron Stakes, elim.                          | Dover Downs      | Tim Tetrick   | 10   | 1:53.4  | 1 609 m | 1     | 29 157 USD  | [ 4 ] [ 15 ] |
| 18 | 13 november 2011  | Matron Stakes, final                          | Dover Downs      | Tim Tetrick   | 10   | 1:53.0  | 1 609 m | 2     | 43 735 USD  | [ 4 ] [ 16 ] |
| -  | 26 maj 2012       | Kvallopp                                      | Meadowlands      | Tim Tetrick   | NB   | 1:51.4  | 1 609 m | 1     | 0 USD       | [ 4 ]        |
| -  | 8 juni 2012       | Kvallopp                                      | Meadowlands      | Tim Tetrick   | NB   | 1:54.1  | 1 609 m | 1     | 0 USD       | [ 4 ]        |
| 19 | 23 juni 2012      | Titan Cup, prep.                              | Meadowlands      | Tim Tetrick   | 19   | 1:50.4  | 1 609 m | 1     | 20 000 USD  | [ 4 ] [ 17 ] |
| 20 | 29 juni 2012      | Titan Cup, final                              | Meadowlands      | Tim Tetrick   | 13   | 1:50.4  | 1 609 m | 1     | 100 850 USD | [ 4 ] [ 18 ] |
| 21 | 21 juli 2012      | Maple Leaf Trotting Classic                   | Mohawk           | Tim Tetrick   | 14   | 1:51.0  | 1 609 m | 2     | 187 500 USD | [ 4 ]        |
| 22 | 4 augusti 2012    | Nat Ray Trot                                  | Meadowlands      | Tim Tetrick   | 18   | 1:50.1  | 1 609 m | 1     | 125 000 USD | [ 4 ]        |
| 23 | 7 september 2012  | The Credit Winner Trot                        | Vernon Downs     | Tim Tetrick   | 15   | 1:51.2  | 1 609 m | 2     | 50 000 USD  | [ 4 ] [ 19 ] |
| 24 | 30 september 2012 | Open Trot                                     | The Red Mile     | Tim Tetrick   | 11   | 1:51.1  | 1 609 m | 1     | 3 750 USD   | [ 4 ] [ 20 ] |
| 25 | 7 oktober 2012    | Allerage Farms Open Trot                      | The Red Mile     | Tim Tetrick   | 12   | 1:50.2  | 1 609 m | 1     | 65 600 USD  | [ 4 ] [ 21 ] |
| 26 | 27 oktober 2012   | Breeders Crown Open Trot                      | Woodbine         | Tim Tetrick   | 17   | 1:52.3  | 1 609 m | 1     | 300 000 USD | [ 4 ] [ 22 ] |
| 27 | 10 november 2012  | American National Open Trot                   | Balmoral Park    | Tim Tetrick   | 10   | 1:54.4  | 1 609 m | 1     | 90 000 USD  | [ 23 ]       |